# Augsburg-Hammerschmiede
Hammerschmiede ist ein Stadtteil im Nordosten von Augsburg mit etwa 7100 Einwohnern auf einer Fläche von 9,02 km². Hammerschmiede ist der 29. von 41 Augsburger Stadtbezirken und gleichzeitig der V. von XVII Planungsräumen.

## Lage
Im Westen wird die Hammerschmiede von der Firnhaberau begrenzt, im Süden von den Stadtbezirken Lechhausen-West und -Ost. Die Nord- und Ostgrenze sind zugleich die Stadtgrenze.

## Geschichte
1821 wurde im Nordosten des heutigen Stadtteils Hammerschmiede am Mühlbach eine Hammerschmiede erbaut. Der Stadtteil wurde nach ihr benannt. Diese Hammerschmiede existiert heute nicht mehr, war allerdings noch bis 1944 als Dampfhammerwerk in Betrieb. Nachdem das Flussbett des Lechs ausgehoben wurde, sank der Pegel des Mühlbachs. Heute ist nur noch das ausgetrocknete Flussbett zu sehen und einige kleine Brücken, die daran erinnern, dass hier ein Bach floss.
Gegründet wurde der Stadtteil offiziell erst 1934 durch östliche Teile der Firnhaberau und Zukäufe von Rodungsland seitens der Stadt.
Im Stadtteil befinden sich eine Grundschule (bis zur vierten Klasse), eine Waldorfschule mit angeschlossenem Kindergarten, sowie zwei weitere Kindergärten. Sportmöglichkeiten bietet der SV Hammerschmiede mit seiner Rudolf Schnitzlein Sportanlage, bei dem der ehemalige Bundesliga-Fußballer und jetzige Profitrainer, Bernd Schuster, seine Fußballkarriere startete. Für Kinder gibt es mehrere Spielplätze und einen Abenteuerspielplatz. Mehrere Einkaufsmöglichkeiten aller Art, sowie Banken, Dienstleistungsbetriebe, Speiselokale und Bars sorgen für kurze Wege. Neben der Schule im Pappelweg befindet sich die 1934 erbaute und 1964 erweiterte katholische Kirche Christkönig.  Für die evangelischen  Siedler wurde an der Grenze zur Firnhaberau die St.-Lukas-Kirche erbaut.  Auf der nördlichen Seite der Autobahn befindet sich das Naherholungsgebiet Autobahnsee, das über eine Rad- und Fußgängerbrücke erreichbar ist. Die zuständige Polizeiinspektion Ost befindet sich in Lechhausen.

## Vereine
- ARGE Hammerschmiede e. V.
- AWO-Ortsverein Hammerschmiede
- Augsburger Verein für Segelflug e. V. in Hammerschmiede
- Gartenbauverein Hammerschmiede
- Siedlergemeinschaft Hammerschmiede-Stamm e. V.
- Siedlergemeinschaft Hammerschmiede-Ost e. V.
- Siedlergemeinschaft Hammerschmiede-Süd e. V.
- Siedlergemeinschaft Hammerschmiede-West e. V.
- SV Hammerschmiede e. V.
- Trachtenverein Hammerschmiede „D' Hammerschmiedler“ (1954 bis 2023)

## Kirchen und Religionsgemeinschaften

### Katholische Kirchen
- Christkönig-Kirche

## Verkehr
Im Norden des Stadtteils verläuft die Bundesautobahn 8 mit der Anschlussstelle Augsburg-Ost, im Süden und Osten die vierspurig ausgebaute Bundesstraße 2.
An das öffentliche Verkehrsnetz ist die Hammerschmiede mit der Buslinie 23 der AVG angebunden. Die Fahrtzeit in die Stadtmitte beträgt etwa zwanzig Minuten.
Seit Dezember 2016 besteht die Möglichkeit mit der Buslinie 44 die Innenstadt bereits in zehn Minuten zu erreichen.

## Wirtschaft
Die bedeutendsten Wirtschaftsbetriebe im Stadtteil Hammerschmiede sind:
- Abfallverwertungsanlage Augsburg
- Der Flugplatz Augsburg befindet sich teilweise auf Hammerschmiedes Flur, teilweise auf Mühlhauser Flur (Gemeinde Affing).